# Wushan (köpinghuvudort i Kina, Hubei Sheng, lat 32,14, long 113,07)
Wushan (kinesiska: 吴山, 吴山镇) är en köpinghuvudort i Kina. Den ligger i provinsen Hubei, i den centrala delen av landet, omkring 210 kilometer nordväst om provinshuvudstaden Wuhan. Antalet invånare är 27 000. Befolkningen består av 12 803 kvinnor och 14 197 män. Barn under 15 år utgör 12,0 %, vuxna 15-64 år 77 %, och äldre över 65 år 10,0 %.
Runt Wushan är det ganska tätbefolkat, med 239 invånare per kvadratkilometer. Närmaste större samhälle är Tangxian, 18,0 km söder om Wushan. Trakten runt Wushan består till största delen av jordbruksmark.
Genomsnittlig årsnederbörd är 1 077 millimeter. Den regnigaste månaden är september, med i genomsnitt 182 mm nederbörd, och den torraste är december, med 14 mm nederbörd.